# Parobisium anagamidensis
Parobisium anagamidensis är en spindeldjursart som först beskrevs av Kuniyasu Morikawa 1957.  Parobisium anagamidensis ingår i släktet Parobisium och familjen helplåtklokrypare.

## Underarter
Arten delas in i följande underarter:
- P. a. anagamidensis
- P. a. esakii
- P. a. morikawai